# 愛台十二建設
愛台十二建設，是2008年中華民國總統選舉競選期間，時任總統候選人馬英九於競選期間所提出的經濟建設政見。預計投資新臺幣3.99兆元，其中政府預算約2.79兆元，特別預算佔5846.9億。雖達成率達九成，但反對者批評其政策絕大多數內容與前政府的新十大建設雷同。

## 建設項目
1. 全國便捷交通網
2. 高雄自由貿易及生態港[6]：
  1. 高雄港洲際貨櫃中心建設
  2. 建設港區生態園區
  3. 設立海洋科技文化中心
  4. 改造旗津地區為高雄國際級海洋遊樂區
  5. 改造哈瑪星、鼓山、苓雅等舊港區
  6. 高雄國際機場擴建倉儲物流設施，並改造周邊交通。
3. 發展中部高科技產業新聚落：通盤檢視未來產業聚落所需水、電、用地、人力及財務等配套措施，以提供優質的生產環境，提升研發及創新機能，培育科技人才，並推動產業園區建設（Industry Park）及新世代研究型園區（Research Park），強化產學合作網路。另外，將發展具特色國際村，以吸引國際人才停駐。同時重新檢視及改善中部地區交通網路服務水準，以提高產業與研發聚落之強度及綜效。
台中亞太海空運籌中心（新台幣500億元）[7][8]：
  1. 建設台中港、台中機場、中科、彰濱間運輸網路，以發揮亞太海空運籌中心功能。
  2. 中部國際機場擴建及新建航空貨運站。
  3. 設立倉儲物流及加工增值專區。
4. 桃園航空城：進一步提高桃園國際機場的功能，將桃園機場打造成6,150公頃的「桃園國際航空城」，並陸續興建第三航廈（預計2030年底完工[9][10][11]），建構完善的航空城聯外交通建設。
5. 智慧台灣：致力消弭城鄉差距，並推動終身學習；並針對「文化創意產業」，由國家發展基金提撥新台幣100億元，獎助文化創意及數位內容產業進行國際行銷；而為使知識及資訊交流更為方便，將建設全球第一的無線寬頻國家，並建構智慧化的生活環境。
6. 產業創新走廊：將現有的科學園區依地理位置，分別打造成「北北基宜產業創新走廊」、「桃竹苗產業創新走廊」、「中彰投產業創新走廊」、「雲嘉南產業創新走廊」、「高高屏澎產業創新走廊」以及「花東產業創新走廊」。讓各地產業更因相關廠商的聚集，加強整合及創新之效益，提升國際競爭力。
7. 都市及工業區更新：藉由工業區更新及再生，希望能活化產業的競爭力。另外，針對基隆、台北、中興新村以及高雄市，都將推動都會區的再造計畫，活化各區功能。
8. 農村再生：推動「農村再生條例」，照顧4,000個鄉村社區、60萬農戶，讓農地和建地結合，推動整合型的農地重劃，讓老舊農舍周圍的農地重劃之後，讓農村社區的公共設施和風貌全面翻新。並建立「老農退休機制」，由政府補貼利息新台幣300億元，推動「小地主大佃農」制度，鼓勵專業農民擴大農場企業經營化。
9. 海岸新生：針對各縣市漁港定期清除淤沙，將傳統漁港改造為兼具漁業及休閒觀光的現代化漁港，並鬆綁沿海遊艇觀光限制」以及「國際招商開發沿海景點，以建設海岸生活與旅遊區。為發展郵輪觀光，擬推動高雄港、基隆港、花蓮港納入國際郵輪航線。
10. 綠色造林：第一個4年政府擬推動造林3萬公頃；並在中南部興建3處面積1,000公頃以上的大型平地森林遊樂區。[12]
11. 防洪治水：將全面檢討8年1,160億元防洪治水計畫，特別針對南部地區將推動「高屏溪整治特別條例」，共計將編列4年50億經費，重建原住民家園與推動國土保育。
12. 下水道建設：將於未來每年投入新台幣300億元、8年共計投資新台幣2,400億元，建設污水下水道。目標為將用戶接管普及率由2008年底之20.47％，每年提升3％，並加強偏遠山區小型污水處理系統建設，以確保水源水質。

## 執行狀況

### 便捷交通網[7]
1. 北中南都會區捷運網[13]
  - 臺北都會區大眾捷運系統工程計畫

  - 新莊線、蘆洲線2010年完工，2012年啟用。[13]
  - 內湖線於2009年通車。
  - 南港線東延段至南港展覽館站於2011年通車。[13]
  - 信義線2013年開始營運。[13]
  - 松山線橫貫南京東路，2014年完工。[13]
  - 台北捷運土城線延伸頂埔段於2015年完工。[13]
  - 環狀線西環段2011年開工，南環段、北環段進入環評。[13]
  - 信義線東延段2016年開工興建。
  - 萬大-中和-樹林線自2011年起陸續動工，其中桃園國際機場聯外捷運系統建設計畫於2017年完工正式營運。[13]

  - 臺中捷運綠線工程計畫

2008年11月15日，交通部、臺中市政府、臺北市政府簽訂之三方協議書，烏日文心北屯線改由臺北市政府捷運工程局辦理後續施工。[13]
  - 高雄捷運工程計畫

  - 紅線
  - 橘線
  - 高雄環狀輕軌[13]
2. 北中南都市鐵路立體化及捷運化[13]
  - 臺北市區鐵路地下化東延南港工程2011年竣工。[13]
  - 臺鐵都會區捷運化暨區域鐵路先期建設計畫，增設三坑、百福、汐科、太原、大村、嘉北、南科、大橋等站。
  - 臺鐵都會區捷運化暨區域鐵路後期建設計畫，增設浮洲、南樹林、平鎮、三姓橋、豐富新站等車站。[13]
  - 臺鐵都會區捷運化桃園段高架化工程[13]，2014年鄭文燦市長上任後改為地下化，已於2016年招標。
  - 臺中都會區鐵路高架捷運化計畫，新增栗林、頭家厝、松竹、精武和五權等5座高架通勤車站，並可銜接臺中捷運綠線。[13]
  - 員林市區鐵路高架化計畫，2014年完工通車。
  - 高雄市區鐵路地下化計畫，2009年6月26日動工興建。
  - 高雄潮州鐵路捷運化計畫，2017年底後續工程全數完工。[13]
  - 臺南市區鐵路地下化計畫，2019年開始動工。[13]
3. 東部鐵路提速、電氣化與雙軌化[13]
  - 導入能高速過彎的傾斜式列車，即太魯閣號與普悠瑪號，將台北⇔宜蘭的行車時間從80分鐘縮短至67分鐘。
4. 臺鐵支線改善及其他整建計畫
  - 內灣支線改善計畫，將竹中至新竹鐵路電氣化。
  - 台鐵臺南沙崙支線建設計畫，銜接台南高鐵沙崙站與中洲站，2011年正式通車。
  - 臺鐵深澳支線營運復駛計畫，於2014年復駛。
  - 基隆火車站都市更新站區遷移計畫，三次招商失敗工程繼續延宕。
  - 高速鐵路後續工程建設計畫，增建南港、苗栗、彰化及雲林等站，2015年陸續完工。
5. 高速公路與快速公路系統整合[7]
  - 充實環島公路網的骨幹，如國道 6 號南投段（2009年全線通車）、國道 2 號拓寬工程（2012年5月全線通車）、國道1號五股楊梅段拓寬工程（2013年4月全線通車），均有效紓解國道及相鄰省道之交通量，恢復城際運輸原有功能。[14]計增設國道1號高科、大華系統（2011年3月3日通車），改善五股（2010年6月29日通車）。
  - 國道4號臺中環線，國道4號臺中環線豐原潭子段計畫，自國道4號豐原端，以高架方式，跨台3線往南，自2017年陸續發包施工，預計2021年完工，將可構成大臺中地區完整外環高快速公路網。[14]
  - 國道橋梁耐震補強，全面進行國道既有橋梁之耐震補強工作，確保國道系統於大地震後仍能維持暢通[14]
  - 金門大橋，金門大橋採脊背橋型式設計，並首創由居民參與共同決定高粱穗心造型，除提供大、小金門全天候交通聯繫，也肩負提升觀光效益，於2012年開工，預計2022年底完工[14]
  - 國道1號五股至楊梅段拓寬工程計畫，2015年9月榮獲國際道路協會（International Road Federation，IRF）頒發全球唯一的「GRAA全球道路成就獎」設計類首獎。[14]
  - 省道通盤改善，提高省道公路系統的機動性、可及性及連結性，自2013年起，持續辦理各項省道改善計畫，2014年底前已完成244處山區公路防避災設施改善；2015年底前完成105座省道橋梁耐震補強工程。[14]
  - 生活圈道路建設，補助各地方政府辦理生活圈道路（公路系統）之新建及改善，核定102項工程計畫，由各地方政府依預定進度積極辦理。[14]
  - 東西向快速公路建設計畫及後續建設計畫於2012年全部完成，合計路線總長299公里。[14]
  - 持續推動「西濱快速公路後續建設計畫」，包括貫通新竹、苗栗、彰化、雲林、臺南等主線未通路段，改善彰濱工業區及大甲大安等部分運轉不完善路段，預計將於2019年陸續完工。[14]
  - 蘇花改，預計2017年蘇澳至東澳段、2018年南澳至和平段及2019年和中至大清水段逐段通車。[14]

### 發展中部高科技產業新聚落
2008年政府宣示中興新村發展為文化創意及高等研究園區之政策方向，並由中部科學工業園區管理局主政辦理，其籌設計畫並於2009年11月19日奉行政院正式核定。然而，2016年行政院工程會資料統計，全台閒置設施中面積最大的是中興新村高等研究園區，目前僅工研院、資策會等法人機構與2、3家業者進駐，至9月底止中央和地方共109件閒置設施，投資金額達253.73億元。

### 高雄自由貿易及生態港
- 高雄港洲際貨櫃中心第一期工程計畫
南星計畫一期已於2013年9月完工。[15]
- 三國通道，可由中山高速公路（國道一號）快速連通高雄國際機場、高雄國際港，於2010年通車。[15]
- 興建高雄世貿展會中心，於2011年興建2013年完工，為南臺灣重要大型會展場地。[16]
- 海洋文化及流行音樂中心 ，於2014年動工，將成為南臺灣大型室內表演廳、戶外表演場、流行音樂展示區及電競產業社群空間、海洋文化展示中心及文創產商業專區。[15]

### 桃園航空城[7]
2009年1月23日，國際機場園區發展條例經立法院通過後，由總統公布實施，提供航空城計劃法源依據。2010年4月，交通部核定「台灣桃園國際機場園區綱要計畫」，同年桃園縣政府成立桃園航空城股份有限公司，並公告航空城區域計畫。
桃園航空城包括為改善機場效能，增加物流園區與桃園都市發展為藍圖涵蓋，桃園國際機場園區（機場專用及自由貿易港區）及附近地區，面積合計4,560公頃。分為中央政府與地方政府兩部分。中央政府部分，主要負責機場第三航廈興建與桃園機場捷運之推動。目前第三航廈的先期工程「WC滑行道遷建及雙向化工程」於2016年7月1日啟動，主體工程則於2017年5月26日起陸續動工。原預計於2021年完工啟用，但因預估尚需要50至52個月工期，故將預期完工時間延至2022年。機場捷運則透過成立桃園捷運公司執行，2017年2月2日開放民眾試乘，3月2日正式營運；地方政府部分，桃園市政府負責產業專業用區、機場捷運車站沿線等部，時任桃園市市長鄭文燦上任後對該計畫進行部分變更，現階段優先推動航空城交通規劃。目前航空城捷運（綠）線已於2016年4月20日奉准核定，2017年9月7日上網公告，2017年底完成發包作業後動工，預估尚需要８年工期，2024年底陸續完工通車。聯外道路系統也陸續推動計畫中，機場周圍之國小遷校，區段徵收及都市計畫皆陸續執行中。

### 智慧台灣
2010年1月，立法院通過文化創意產業發展法，2月由總統公布實施。5月，國家發展基金旋通過行政院國家發展基金加強投資文化創意產業實施方案，匡列新台幣100億元，委由行政院文化建設委員會執行投資與管理。
- 高速網路匯流網路涵蓋率2016年達成率100%，而寬頻匯流網路帶動民間投資之產業成長從2008年的150億元成長至2848億元，成長19倍。[22]
- 工藝人才培育超過目標值4000人達5382人。[22]
- 智慧公車服務縣市從原先之14縣市提升到縣市合併後的全國各縣市達成率100%。[22]
- 使用「國中小圖書管理系統」校數達到全國校數96.88%。[22]
- 各校近 10 年論文受高度引用率 HiCi 之篇數每年平均成長約 8.7% 達成率106%，[22]
- 文化創意產業總營業額增加了2300億元。[22]
- 持續推動政府e化，各縣市政府透過e化平台，持續透明化增加民眾對治理的了解與滿意度。[22]

### 都市及工業區更新
推動都市更新計畫，選定14處都市更新示範地區做為優先推動招商重點地區。政府為主都市更新案均以都市再發展為主軸，以提升城市競爭力為目標進行規劃與設計。本署將持續針對各都市更新地區推動都市更新。
北中南老舊工業區之更新與開發計畫，由經濟部工業局積極推動「北中南老舊工業區更新策略計畫」（5年計畫），至2011年3月，投入54處老舊工業區基盤設施改善及產業輔導合計約新台幣120億元，執行期間對於改善廠商經營環境、促進投資及增加就業機會成效顯著，帶動了620家廠商新增設廠，擴大投資家數達162家，增加新台幣約1,343億元產值及約1,534億元新增投資，同時增加23,706個就業人數。
高鐵桃園、新竹、台中、嘉義及台南五站車站特定區開發，由交通部編列預算新台幣125.55億元執行。五個車站特定區都市計畫規劃面積共1,507公頃，辦理區段徵收面積為1,386公頃，由內政部、交通部（鐵道局）及桃園、新竹、台中、嘉義及台南等五個縣市政府三方共同合作開發。內政部為區段徵收開發主體，負責五個車站特定區都市計畫之規劃、擬定及審議、公共工程規劃設計、發包施工及督導縣市政府辦理區段徵收作業等；縣市政府負責地上物查估拆遷、補償費發放、抵價地與優先買回土地分配作業及地籍整理等業務；交通部（鐵道局）負責擬定區段徵收計畫書、開發經費籌措及土地處分作業。

### 農村再生
政府推動農村再生致力扭轉臺灣農業的刻板印象，為了讓農村創造更多的商機和價值，推動農村再生結合產業化、增加在地工作機會，並極力改善生活環境，吸引年輕人回鄉從農，改變農村新氣象，於2010年8月4日制定公布農村再生條例。
農村再生條例施行至2013年，參加培根計畫已有2,058個農村社區，為加強照顧弱勢地區，其中原住民地區累計培訓399社區、漁村地區260社區、離島41社區。完成四階段培訓且向直轄市或縣（市）政府審核提出農村再生計畫者已經有263社區，205個社區通過農再審查，並有171個社區農村再生計畫核定。遍布東、西部及離島地區，包括閩南、客家及原住民族區域，47個原住民區域、25個休閒農業社區及16個漁村社區。
水保局積極成立跨域平台，邀請農委會所屬單位針對農村社區目前發展課題及對策進行討論，共同規劃可合作、加值的推動事項並研擬成計畫，跨域合作平台成功媒合 15 個社區，苗栗縣後龍鎮秀水社區是第一個跨域示範成功的社區，該社區以甜瓜產業為主，透過水保局跨域合作平台，邀請專家及相關單位現地輔導、提升甜瓜生產技術品質、辦理甜瓜相關推廣活動，改變產業生產模式進而引領 8 位青年農民共同參與甜瓜產業。
臺中新社協成社區以「花海添妝 菇動協成」發展，主要產業為香菇，邀集農糧署、林務局、農業試驗所、農會、市政府、公所等單位，提供種植香菇所需相關技術、資材，如林務局提供相思林樹栽種、農試所提供菌種的栽培及技術改良、農會輔導行銷活動的推廣、水保局及市政府協助閒置空間的規劃與整修等，各單位共同合作輔導協成社區解決發展香菇產業所面臨的問題及需求。透過各單位跨域之合作，營造良好的種植環境，提供新技術，讓年輕人及學子願意投入新興農業，打造農村再生新契機。
為了鼓勵青年人回鄉服務及從事農村再生及農事工作，特別推出農村再生青年回鄉築夢計畫，於寒暑假提供大專青年打工機會，體驗農事、參與在地社區營造，由水保局推廣青年洄游農村，並舉辦競賽，使老齡化農村注入新血與活力，到2017年止舉辦七屆，參與洄游駐村的大學生已經超過700人。

### 防洪治水
為了落實愛台12建設總體計畫中的防洪治水，2013年馬政府編列了6年新台幣600億治水預算，2017年6月，台南市長賴清德表示感謝前總統馬英九提出6年600億計畫：「台南尋求和中央合作，透過水利署和台南水利局合作推動治水計畫，完成10年防洪保護標準，外水已經沒有淹進來。」。
中華民國法規中並無「高屏溪整治特別條例」。
馬英九政府改採一般政府型之延續性計畫推動《高屏溪整治專案》。高屏溪整治專案由經濟部次長主導，相關治水由各部會跨部會合作組成委員會編列預算並執行，涵蓋經濟部水利署、行政院環保署、內政部警政署、農委會水保局 、環保署廢管處、高雄市政府等部會，自2004年經濟部水利署即推動此整治專案，並成立高屏溪流域管理委員會。馬英九執政期間曾於98年8月17日、98年9月13日莫拉克風災期間二度視察第七河川局，並於2015年12月26日第三度視察該區，並核列6年六百億治水計畫，2015年提出高屏溪流域整體治理計畫，計畫內訂定分近程(2015年-2018年)、中程(2019年-2024年)及遠程(2025年-2031年)三階段實施，2016年在各項河川治理及環境改善，集水區及保育區劃設等，2015年度核列37.31億元可動支38.73億，2015年底累計執行數為38.06億元，達成率98.48%，相關專案計畫並持續執行中。
2014年8年八百億治水預算用罄後，馬英九政府2015年也推出6年六百億治水計畫，其中包括「高屏溪流域整體治理計畫」，計畫內訂定分近程（2015年-2018年）、中程（2019年-2024年）及遠程（2025年-2031年）三階段實施。

### 下水道建設
2008年之前，除台北及高雄有都市衛生下水道建設外，台灣其餘城市汙水及雨水下水道納管率極低，苗栗、雲林甚至沒有公共汙水下水道，為提升都市居民生活品質，馬政府逐年編列了預算給各縣市執行下水道工程，截至2016年7月為止，各縣市下水道納管皆明顯提升，並持續進行納管計畫。其中新北市汙水處理率提升至100%，基隆市從17%提升到98%，宜蘭縣從18%提升至62%，新竹縣從44%提升到88%，台南從10%提升到50%，花蓮從8%提升到52% 進步最為明顯。

## 爭議
1. 2008年，時任民進黨籍立委管碧玲曾質疑愛台十二建設絕大多數內容抄襲新十大建設建設。然而時任行政院發言人的史亞平指出，愛台十二項建設是根據馬總統政見所擬，所以不可能是抄襲舊政府，惟有些持續性的工作若未違背新政府的政策會延續，目前也是先提出第一年的計畫，列出幾項優先項目先執行[4]。
2. 2011年7月，文建會與中影管理顧問股份有限公司等12家專業管理顧問公司完成議約，委託12家專業管理顧問公司協助該會進行投資評估、審議核決、合資協議及投資後管理工作。2012年4月，立委林世嘉、李應元與林佳龍指出國家發展基金提撥高於一般基金管理費行情給前文建會主任委員盛治仁任內通過的12家創投，且12家得標公司中，有6家是得標前半年才設立的新公司，其中甚至有有3家公司的地址設立在同一地點，最後有1家得標，令人懷疑有圍與圖利特定業者的嫌疑。對此，盛治仁發表聲明否認以上指控。[40][41]
3. 根據審計部報告，愛台十二項建設計畫由政府投資近2.8兆元，截至去年度止，政府投資累計執行數為1.4兆元，亦即在馬英九總統的第二任期，還有1.4兆元要投入。[42]2013年12月3日，審計長林慶隆赴立法院報告101年度中央政府總決算審核報告時，立委許忠信質疑愛台十二項建設後續的財源「2.8兆元投資，結果都是既有的計畫拿去包一包。」對此，林慶隆答覆「愛台建設很多是各機關已在執行中的計畫，我們把它重新規劃，加入新的元素。」

## 外部連結
- YouTube上的建設愛台灣！愛台十二建設！ - 競選期間廣告
- 推動愛台十二建設 提升台灣生活品質[永久] - 經建會副主委 黃萬翔
- 行政院全球資訊網 ─ 「愛台12建設總體計畫」網頁資料  （页面存档备份，存于）
- 農村再生基金計畫管理系統[]